# FK Irtysj Omsk
FK Irtisj Omsk (Russisch: Футбольный Клуб Иртыш Омск, Futbolni Klub Irtysj Omsk) is een Russische voetbalclub uit Omsk.
De club werd in 1946 opgericht. In 1992 begon de club op in de Russische Eerste Divisie. Irtisj degradeerde in 1995 naar de Russische Tweede Divisie, keerde een jaar later terug en degradeerde opnieuw in 1998. In 2009 promoveerde de club andermaal maar degradeerde in 2010 opnieuw.

## Historische namen
- 1946-1947: Krylja Sovetov
- 1948: Baranov
- 1949: Bolsjevik
- 1957: Krasnaja Zvezda
- 1958-2006: Irtysj
- 2006-2009: Irtysj-1946
- 2009-heden: Irtysj